# 国立国会図書館件名標目表
国立国会図書館件名標目表（こくりつこっかいとしょかんけんめいひょうもくひょう、National Diet Library Subject Headings; NDLSH）は、日本の国立国会図書館で使われている件名標目表である。

## 特徴
国立国会図書館の和図書・洋図書の目録において使用実績のある件名標目を収録した件名標目表である。件名標目には普通件名と固有名件名の 2 種類があるが、普通件名は全て収録対象とし、固有名件名は一部の例外（広範な地域名、国家名、大洋名、事件名、主要国際機関名、主要条約名等）を除き収録対象としていない。
2010年6月からは、ウェブ版の国立国会図書館件名標目表としてWeb NDLSHの提供を開始していた。Web NDLSHはではSKOSのモデルを活用したRDF/XML形式を採用している。
2012年1月、後述のWeb NDL Authoritiesに移行した。

## Web NDL Authorities
2012年1月から、従来のWeb NDLSHに名称典拠を加えて機能を拡充した『Web NDL Authorities』（国立国会図書館典拠データ検索・提供サービス）がスタートしている。キーワードや分類記号（日本十進分類法新訂9版および国立国会図書館分類表）で検索できるほか、SPARQLを用いてRDFのデータを直接検索することにも対応している。